# Euphyia niveigutta
Euphyia niveigutta là một loài bướm đêm trong họ Geometridae.